# Velika Rujiška
Velika Rujiška (szerbül: Велика Рујишка), falu Bosznia-Hercegovinában, Bosanska krajina területén, Novi Grad községben, a Szerb Köztársaságban. 

## Fekvése
Bosznia-Hercegovina nyugati részén, Banja Lukától légvonalban 71, közúton 97 km-re nyugatra, községközpontjától légvonalban 12, közúton 15 km-re délre, a Vojskova folyó felső folyásától keletre elterülő dombvidéken, 250 - 300 méteres tengerszint feletti magasságban található. Több, kis településből áll.

## Népessége
| Nemzetiségi csoport | Népesség 1991 | Népesség 2013 |
| ------------------- | ------------- | ------------- |
| Szerb               | 168           | 106           |
| Bosnyák             | 2             | 0             |
| Horvát              | 0             | 0             |
| Jugoszláv           | 2             | 0             |
| Egyéb               | 1             | 0             |
| Összesen            | 173           | 106           |

## Története
A Gradina, vagy másnéven Crkvina nevű régészeti lelőhely leleteinek tanúsága szerint itt már a vaskorban emberi település állt, melynek maradványaira a középkorban templomot építettek. A középkori település és temploma valószínűleg a 16. század első felében pusztult el, a térség ugyanis 1537-ben Blagaj várának elestével került török kézre. A 17. század végén Velika Rujiška a bosanski novi Cerić bégek birtoka volt, akik az oszmánok ottani kiűzése után érkeztek Szlavóniából ezekre a részekre. Velika Rujiškán felépítették a 19. század végéig fennálló tornyukat is. A 18. századtól a Cerićek a novszkai kapitányság kapitányaiként szolgáltak. Ennek a nemesi családnak 1361 jobbágytelepülése és 28 279 733 dunum földje volt Bosznia-Hercegovinában.
A település 1878-ig tartozott az Oszmán Birodalomhoz, ekkor a berlini kongresszus határozata alapján az Osztrák-Magyar Monarchia része lett. 1879-ben az első osztrák-magyar népszámlálás során Novi község részeként az akkor még egységes Rujiškán 137 házat és 887 ortodox szerb lakost számláltak. A monarchia szétesésével 1918-ben előbb a Szerb-Horvát-Szlovén Királyság, majd 1929-től a Jugoszláv Királyság része. Jugoszlávia megszállása után a falu a Független Horvát Állam (NDH) része lett. 1945-től a település a szocialista Jugoszlávia része volt. A Bosznia-Hercegovinában zajló polgárháború idején a település a Boszniai Szerb Köztársaság része volt. A daytoni békeszerződést követő területfelosztásnál a település, Novi Grad község részeként a Szerb Köztársaság területéhez került.

## Nevezetességei
- A Legszentebb Istenanya születése tiszteletére szentelt ortodox temploma.

- Gradina  - őskori erődítmény és késő középkori templom maradványai. A szabálytalan platójú hegyen számos kerámiatöredék és vastárgy került elő, melyek korát a vaskorban határozták meg. A plató délkeleti részén egy épület csekély maradványait találták meg, melyet késő középkori templomként azonosítottak.[4]